# Hannes Zingerle (Skirennläufer)
Hannes Zingerle (* 11. April 1995 in Brixen, Südtirol) ist ein italienischer Skirennläufer. Er ist auf die technischen Disziplinen Riesenslalom und Slalom spezialisiert. Sein älterer Bruder Alex war ebenfalls als Skirennläufer aktiv.

## Biografie
Hannes Zingerle stammt aus Stern und ist Mitglied des Centro Sportivo Carabinieri.
Im Alter von 15 Jahren bestritt Zingerle auf der Seiser Alm seine ersten FIS-Rennen. Mitte Januar 2012 nahm er an den Olympischen Jugend-Winterspielen in Innsbruck teil und gewann nach einem neunten Platz im Super-G hinter Marco Schwarz die Silbermedaille in seiner Paradedisziplin Riesenslalom. Danach absolvierte er vor allem Juniorenrennen auf nationaler Ebene sowie weitere FIS-Rennen. Im Februar 2013 wurde er beim Europäischen Olympischen Jugendfestival in Brașov Fünfter im Slalom. Einen Monat nach seinem Europacup-Debüt startete Zingerle in Jasná erstmals bei Juniorenweltmeisterschaften und kam den Medaillenrängen als Fünfter in der Super-Kombination am nächsten. Bei seiner zweiten JWM-Teilnahme in Hafjell blieb Riesenslalom-Rang elf sein bestes Resultat. 2018/19 gelang ihm mit einem Sieg in Kranjska Gora der Durchbruch im Europacup. In den nächsten vier Jahren glückten ihm zwei weitere Siege auf der Reiteralm und in Gällivare.
Am 10. Dezember 2016 gab Hannes Zingerle in Val-d’Isère sein Weltcup-Debüt, konnte sich anfangs aber nie für einen zweiten Durchgang qualifizieren. Dies gelang ihm erstmals drei Jahre später in Beaver Creek, wo er am Ende Rang 27 belegte. Auch beim Parallelriesenslalom in seiner Heimat Alta Badia klassierte er sich zwei Wochen danach in den Punkterängen. Ende Februar 2021 punktete er in beiden Riesenslaloms von Bansko, ehe er sich in Livigno zum zweiten Mal nach 2019 zum italienischen Meister kürte. Seine konstanteste Saison hatte er 2022/23, als er zunächst mit Rang 14 im Nachtrennen von Schladming eine Karrierehoch erreichte, und auch danach dreimal in Folge in die Punkteränge fuhr.

## Erfolge

### Weltcup
- 4 Platzierung unter den besten 20

### Weltcupwertungen
| Saison  | Gesamt | Gesamt | Riesenslalom | Riesenslalom | Parallel | Parallel |
| Saison  | Platz  | Punkte | Platz        | Punkte       | Platz    | Punkte   |
| ------- | ------ | ------ | ------------ | ------------ | -------- | -------- |
| 2019/20 | 149.   | 7      | 46.          | 4            | 41.      | 3        |
| 2020/21 | 131.   | 13     | 47.          | 13           | –        | –        |
| 2021/22 | 138.   | 8      | 49.          | 8            | –        | –        |
| 2022/23 | 92.    | 55     | 30.          | 55           | –        | –        |
| 2023/24 | 105.   | 29     | 36.          | 29           | –        | –        |

### Europacup
- Saison 2018/19: 9. Riesenslalomwertung
- Saison 2020/21: 5. Riesenslalomwertung
- Saison 2022/23: 4. Riesenslalomwertung
- 6 Podestplätze, davon 3 Siege:

| Datum         | Ort           | Land       | Disziplin    |
| ------------- | ------------- | ---------- | ------------ |
| 11. März 2019 | Kranjska Gora | Slowenien  | Riesenslalom |
| 18. März 2021 | Reiteralm     | Österreich | Riesenslalom |
| 8. März 2023  | Gällivare     | Schweden   | Riesenslalom |

### Juniorenweltmeisterschaften
- Jasná 2014: 5. Super-Kombination, 15. Super-G
- Hafjell 2015: 11. Riesenslalom, 39. Super-G

### Weitere Erfolge
- 2 italienische Meistertitel (Riesenslalom 2019 und 2021)
- Sieg bei den lettischen Meisterschaften im Riesenslalom 2023
- Riesenslalom-Silber bei den Olympischen Jugendspielen 2012
- 9 Siege in FIS-Rennen